# Zamorze (jezioro)
Zamorze – jezioro w woj. wielkopolskim, w powiecie szamotulskim, w gminie Pniewy, leżące na terenie Pojezierza Poznańskiego.

## Dane morfometryczne
Powierzchnia zwierciadła wody wynosi 2,0 ha.

## Hydronimia
Według spisu opracowanego przez Komisję Nazw Miejscowości i Obiektów Fizjograficznych (KNMiOF) nazwa tego jeziora to Zamorze. Na niektórych mapach topograficznych podawana jest oboczna nazwa tego jeziora: Fogel.
Dane z państwowego rejestru nazw geograficznych nie podają żadnych nazw obocznych tego jeziora.